# Morihiro Hosokawa
Morihiro Hosokawa (jap. 細川 護熙 Hosokawa Morihiro; ur. 14 stycznia 1938 w Tokio) – japoński polityk, premier Japonii w latach 1993-1994.

## Życiorys
Wnuk premiera Fumimaro Konoe. Przez 10 lat był dziennikarzem. Był politykiem Partii Liberalno-Demokratycznej, ale w 1992 wystąpił z niej i w maju 1992 utworzył Nową Partię Japonii, której został przewodniczącym. Od sierpnia 1993 do kwietnia 1994 był premierem (był pierwszym od 38 lat szefem rządu, który nie należał do Partii Liberalno-Demokratycznej).